# Canalul Corint

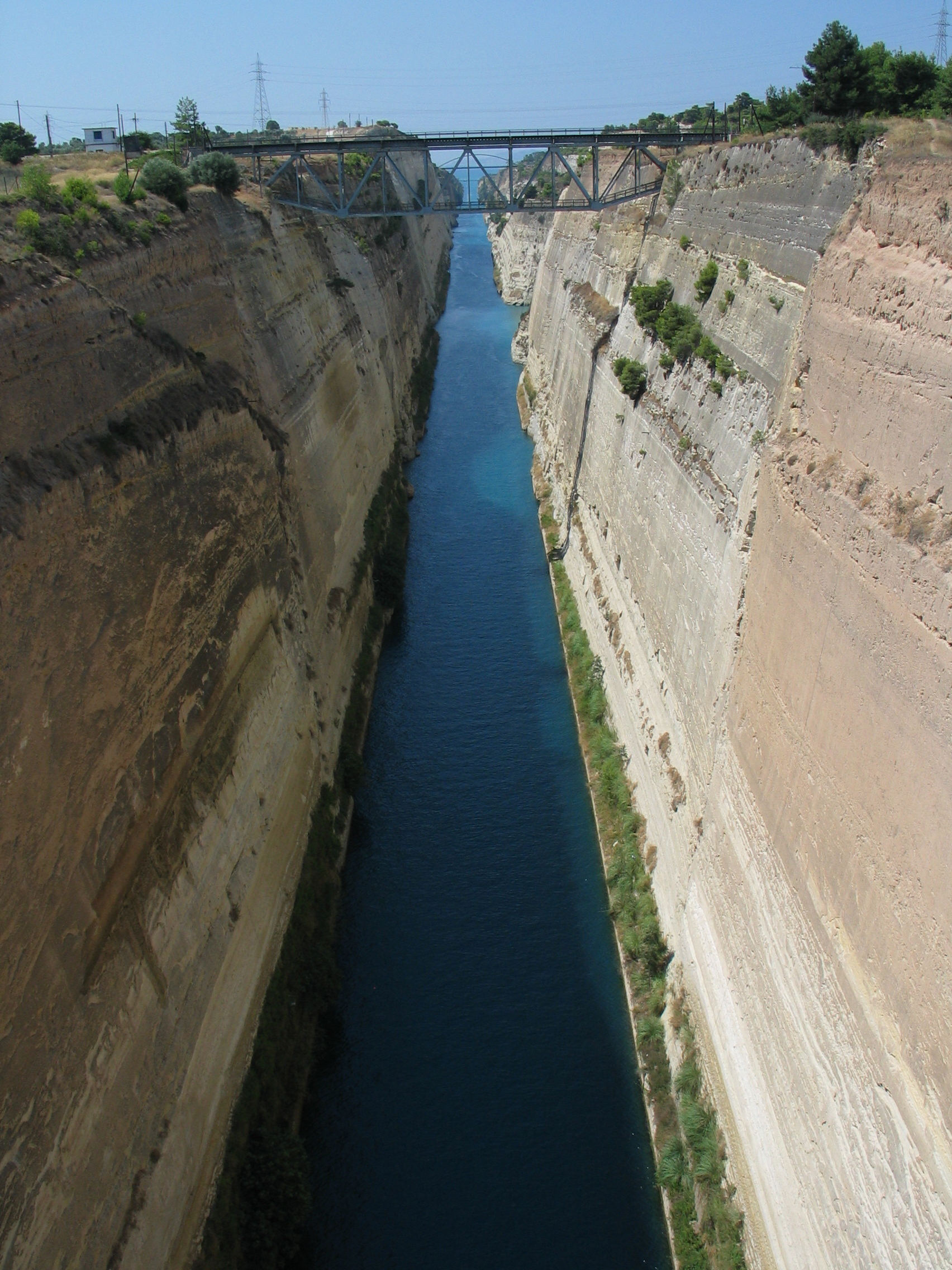
Canalul Corint

Canalul Corint (în greacă Διώρυγα της Κορίνθου, transliterat: Dioryga tis Korinthou) este un canal artificial care leagă Golful Corint din Marea Ionică de Golful Saronic din Marea Egee. Canalul taie Istmul Corint și separă Peloponezul de restul Greciei. Canalul are 6,3 km lungime, fiind construit între anii 1881 - 1893. 

## Istoric

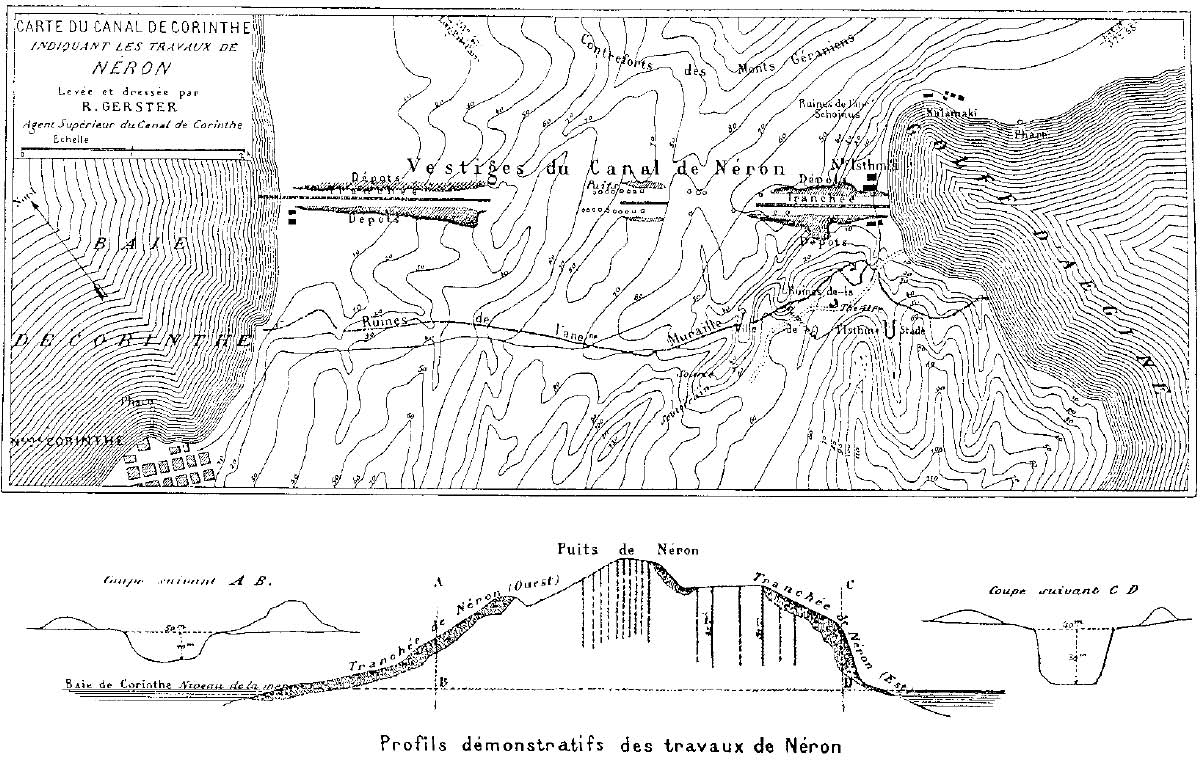
Rămășițele proiectului canalului lui Nero, așa cum erau în 1881

Mai mulți conducători antici au visat să taie un canal prin Istmul Corint. Prima propunere a fost cea a tiranului Periandros în secolul al VII-lea î.Hr.. El a abandonat proiectul datorită dificultăților tehnice, mulțumind-se să construiască doar un drum de transbordare numit diolkos. 
Conform unei alte teorii, Periandros nu ar fi construit canalul deoarece s-ar fi temut că această construcție ar fi lipsit Corintul de rolul său principal de antrepozit al diferitelor bunuri.  Diolkos există și astăzi alături de canalul construit în perioada modernă.
Diadohul Demetrius I al Macedoniei (336–283 î.Hr.) a plănuit la rândul lui să construiască un canal pentru a-și îmbunătăți liniile de comunicație, dar a renunțat la plan după ce topografii săi au calculat greșit nivelurile mărilor adiacente, ceea ce a dus la temeri cu privire la posibile inundații catastrofale.
Istoricul Suetonius consemnează că dictatorul roman Iulius Cezar (48 - 44 î.Hr.) a avut în vedere, printre alte proiecte de inginerie civilă grandioase, și tăierea unui canal prin istmul Corint. Cezar a fost însă asasinat mai înainte ca să-și pună în aplicare planurile. 
Împăratul roman Nero (54–68 d.Hr.) a început chiar lucrările de excavare, fiind cel care a săpat și îndepărtat primul coș de pământ, dar procesul a fost abandonat după moartea lui. Echipele de constructori, formate în principal din 6.000 de prizonieri de război evrei,  au început săparea din ambele laturi ale istmului a unor șanțuri late de 40-50 m. O a treia echipă săpa puțuri adânci pentru determinarea naturii și durității rocilor. (Aceste puțuri au fost reutilizate în 1881 pentru același scop). Dat fiind că inginerii din secolul al XIX-lea au proiectat canalul pe cursul canalului lui Nero, nu au mai rămas vestigii ale construcțiilor antice.
Încercările de construcție din timpurile noastre au început la sfârșitul secolului al XIX-lea, după deschiderea cu succes a canalului Suez. Pentru construirea canalului Corint a fost angajată o companie franceză, dar, datorită problemelor financiare, această companie a încetat lucrul la scurtă vreme după începerea săpăturilor. În 1881, au fost angajați arhitecții unguri István Türr și Béla Gerster, care lucraseră mai înainte la proiectarea canalului Panama. Lucrările de construcție au fost preluate de o companie elenă, iar canalul a fost terminat în 1893. 
Canalul a fost săpat în stâncă, la nivelul mării, motiv pentru care nu au fost necesare ecluze. Adâncimea minimă este de 8 m, lungimea de 6343 m, lățimea minimă la suprafața apei este de 24,6 m și la fundul apei de 21,3 m. Pereții canalului se ridică până la maximum 90 m deasupra nivelului mării, la un unghi de 80°.
Canalul Corint a fost considerat o mare realizare tehnică a acelor timpuri. Prin construcția lui era scurtat drumul vaselor mici de transport cu 400 km. Datorită lățimii de doar 21 m, canalul este prea îngust și nu poate fi folosit de cargoboturile de mare capacitate. În zilele noastre, canalul este folosit în principal de vasele turistice. Peste 11.000 de vase folosesc în fiecare an această cale navigabilă. 
Canalul este traversat de 6 poduri convenționale și de două poduri submerse, la capetele sale, unul în Poseidonia și celălalt în Isthmia.

## Geologia
Canalul a fost construit într-o zonă activă din punct de vedere seismic, în roci sedimentare puternic faliate. În perioada 1893 - 1940, canalul a fost închis în mai multe rânduri pentru aproximativ 48 de luni pentru lucrări de întreținere și de stabilizare a pereților. Doar în 1923 s-a constatat că peste 41.000 m³ căzuseră în canal, pentru curățarea căii de navigație fiind nevoie de lucrări care au durat aproape doi ani.
În timpul celui de-al Doilea Război Mondial, canalul a fost grav avariat. La 26 aprilie 1941, între parașutiștii germani și trupele britanice a avut loc o bătălie pentru a captura un pod peste canal. Germanii au capturat podul dar trupele britanice au reușit să-l arunce în aer, deși se afla în mâinile germanilor. După 3 ani, în timpul retragerii germanilor, germanii au blocat canalul creând alunecări de teren și aruncând în aer poduri. Forțele germane au sabotat Canalul Corint aruncând în el pământ, stânci, vagoane de cale ferată, poduri și mine. După repararea sa, cu sprijinul trupelor de geniu ale SUA, canalul a fost redeschis circulației în septembrie 1948.

## Record
Cea mai mare navă care a trecut prin canalul cu o lățime minimă de 24,6 m a fost nava de croazieră „MS Braemar” cu lungimea de 196 m și lățimea de 22,5 m, ceea ce a lăsat un spațiu de manevră redus la 1 m la fiecare bord.

## Aluncare de teren
În data de 21 noiembrie 2020  a avut loc o alunecare de teren în urma căreia o cantitate estimată de 15.000-20.000 m³ de material a blocat navigația prin canal, care a fost închis traficului pentru lucrări de curățare.
Din cauza alunecării de teren, cargoul Seaven Star, care a rămas blocat în canal, a fost eliberat și tractat de un remorcher până în portul Corint.
În 16 iulie 2021 a avut loc o nouă mare alunecare de teren, ceea ce a dus la amânarea redeschiderii canalului.

## Note

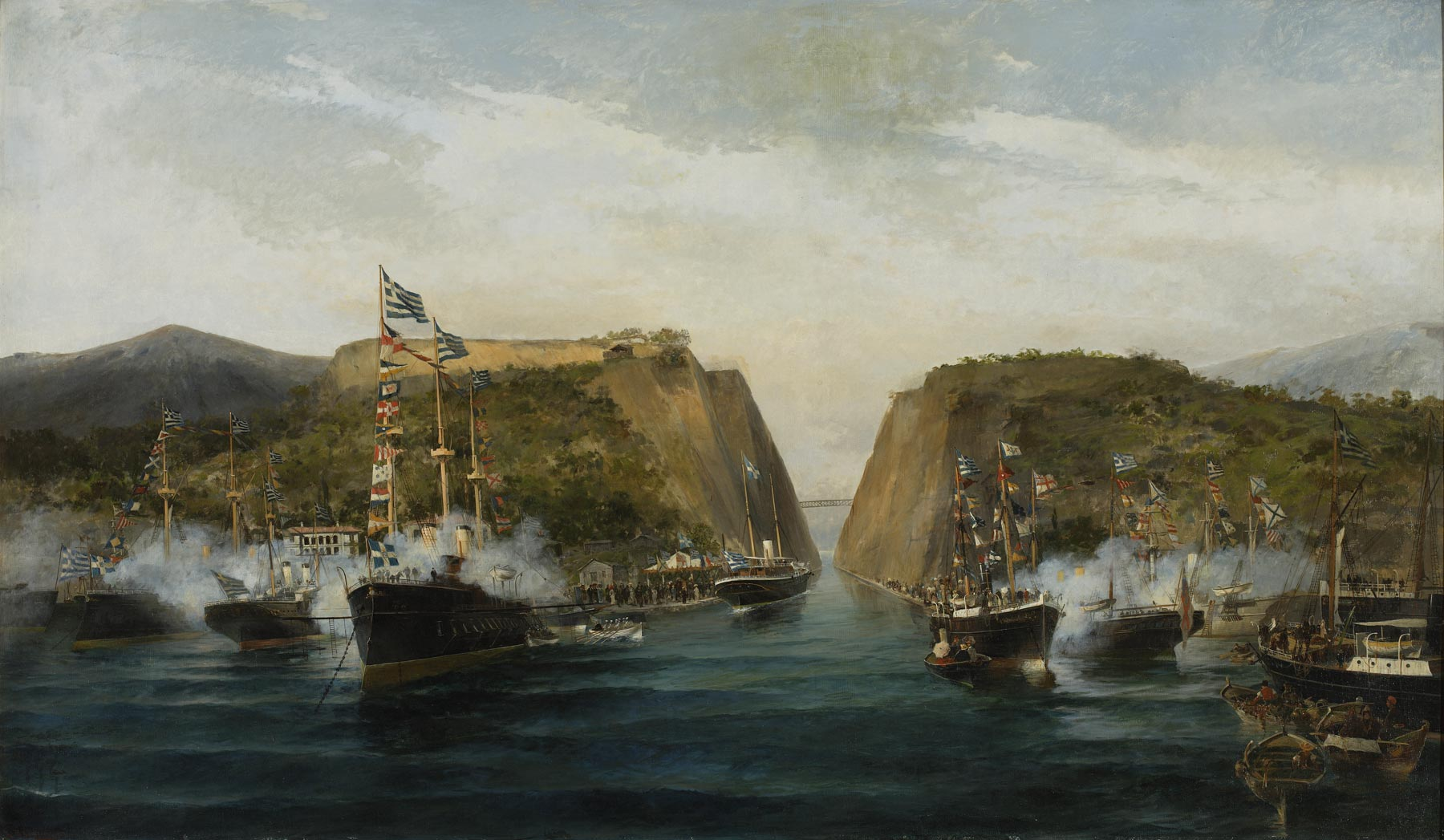
Inaugurarea canalului Corint
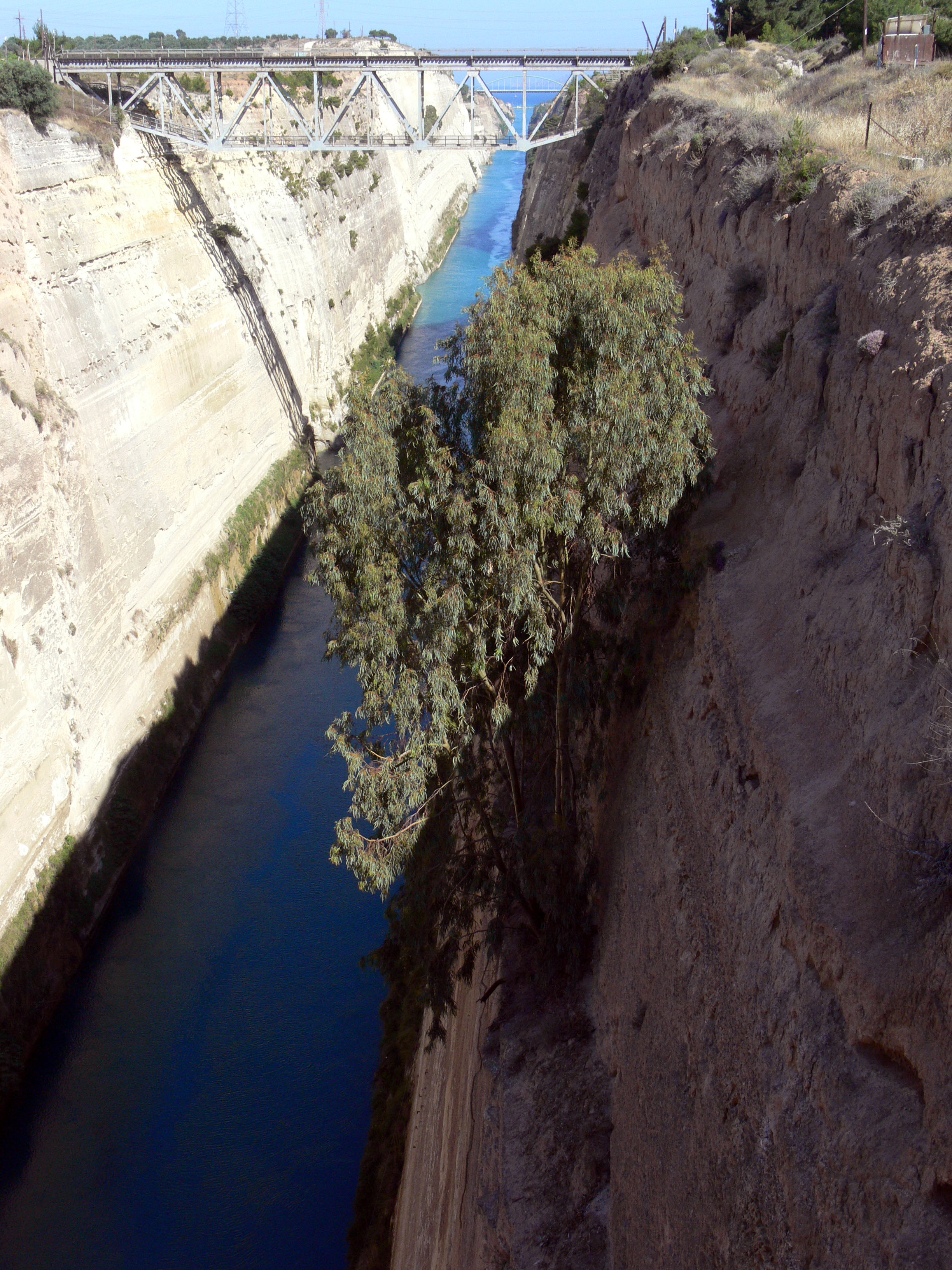
Canalul Corint
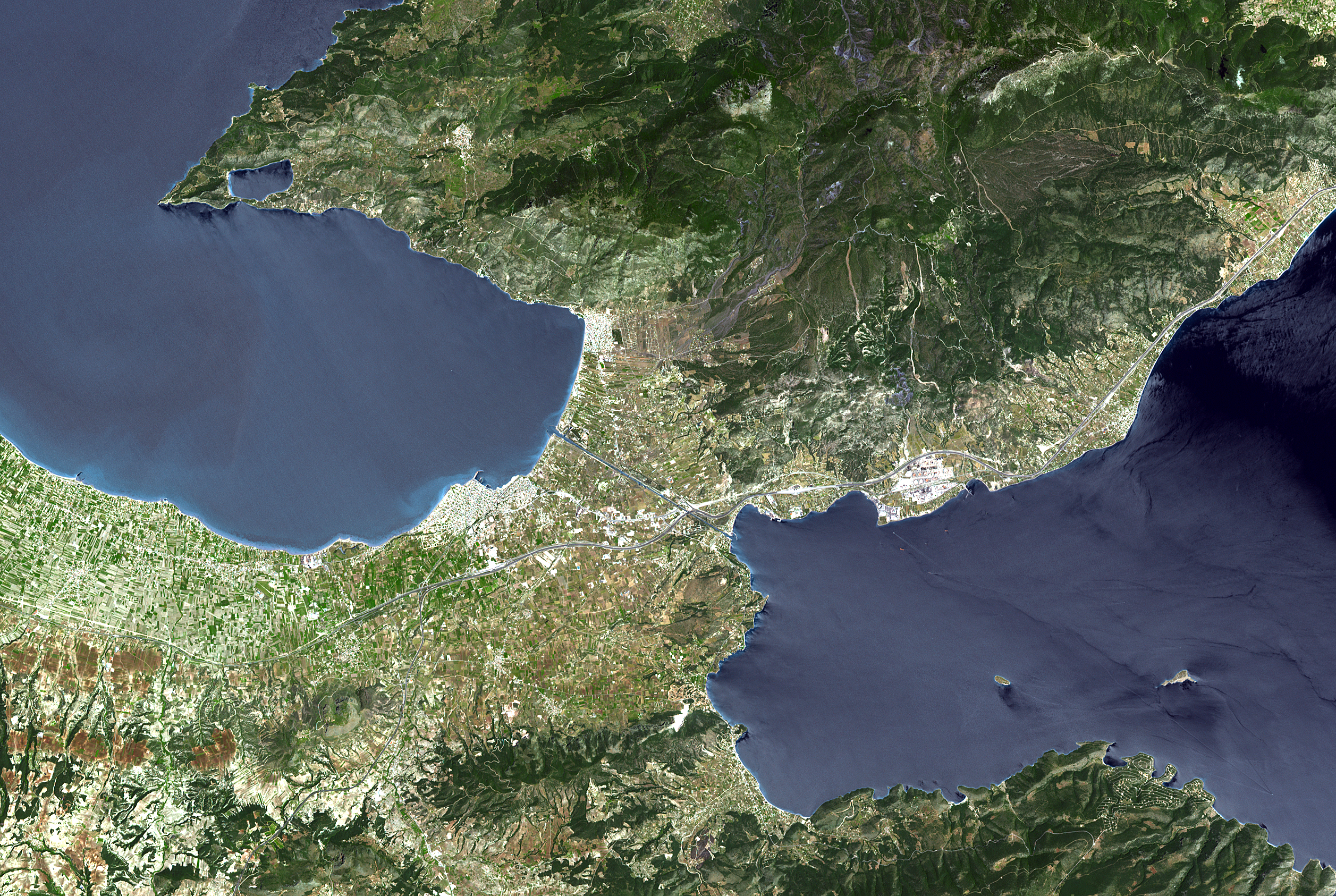
Fotografie din satelit a regiunii canalului Corint
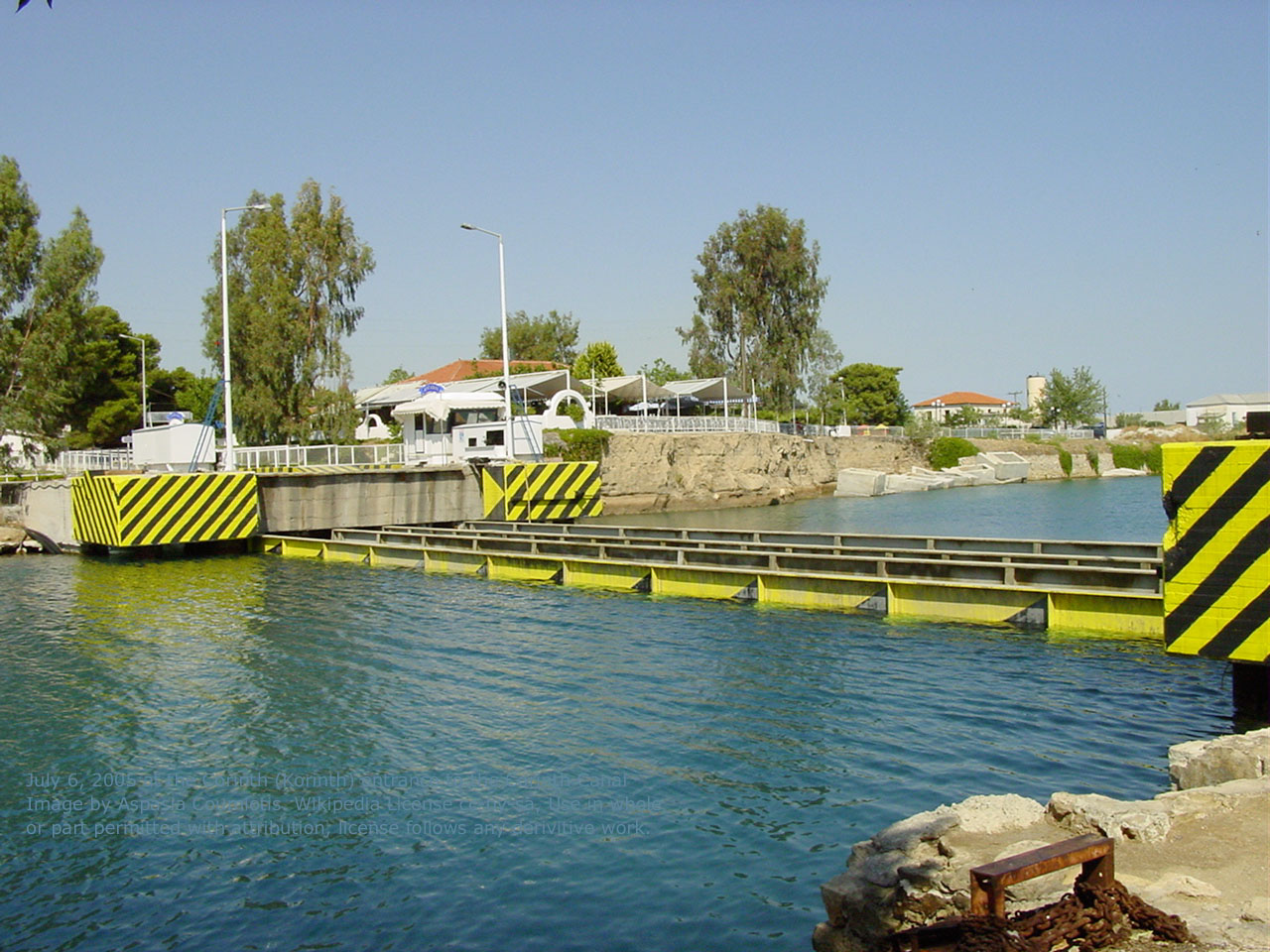
Pod submersibil pe canalul Corint